# Asbolus verrucosus
Asbolus verrucosus ist ein Käfer (Coleoptera) aus der Familie der Schwarzkäfer (Tenebrionidae) und der Gattung Asbolus. Erstbeschrieben wurde die Art 1851 vom US-amerikanischen Entomologen John Lawrence Le Conte. Ihr Bestand ist stabil, sodass sie momentan nicht als gefährdet eingestuft wird.

## Etymologie
Der erste Teil des binominal-wissenschaftlichen Namens – die Gattungsbezeichnung – ist die latinisierte Form eines altgriechischen Begriffes (von grc. Ἄσβολος / Ásbolos = „Ruß“) und verweist auf die zumeist mattschwarze Färbung der Gattungsvertreter. Der zweite Teil – der Artname – deutet ebenfalls auf das Aussehen des Käfers hin (von lat. verrucosus = „warzig“). In der englischen Sprache ist er unter dem Trivialnamen blue death feigning beetle bekannt. Ein deutscher Trivialname hat sich noch nicht etabliert; eine direkte Übersetzung aus dem Englischen wäre Blauer todesvortäuschender Käfer.

## Verbreitungsgebiet
Das Verbreitungsgebiet von Asbolus verrucosus erstreckt sich im ariden Südwesten der Vereinigten Staaten sowie angrenzend im Nordwesten Mexikos und liegt in der Sonora-Wüste beziehungsweise der Colorado-Wüste. In den Vereinigten Staaten wurde die Art bislang in den Bundesstaaten Kalifornien, Nevada, New Mexico, Utah und Arizona nachgewiesen. Sie bevorzugt mittel- bis grobsandigen Untergrund und ist ausschließlich bodenbewohnend.

## Beschreibung
Die Käfer erreichen Körperlängen zwischen 18 und 21 Millimetern und verfügen abdominal über zahlreiche kleine, längs ausgerichtete warzenähnliche Aufwüchse. Es liegt ein lediglich sehr schwach ausgeprägter Sexualdimorphismus vor – die Männchen sind durchschnittlich etwas kleiner als die Weibchen und tragen im Gegensatz zu diesen borstige rote Härchen an den Unterseiten ihrer Fühler. Da keine Flügel ausgebildet sind, ist Asbolus verrucosus flugunfähig. Als krepuskulare Art ist der Käfer besonders in der Morgen- und der Abenddämmerung aktiv und hierbei im Jahresverlauf in freier Wildbahn vor allem zwischen März und September. Bemerkenswert ist, insbesondere im Vergleich zu verwandten Arten, die überdurchschnittliche Lebenserwartung der Tiere, die zehn Jahre übersteigen kann.
Als opportunistischer Allesfresser (Omnivore) ernährt sich die Art in der Natur von toten Insekten, Früchten, Nüssen, Flechten und anderem Pflanzenmaterial. In Gefangenschaft fressen die Käfer auch Gemüse (zur Vermeidung von Insektiziden am besten gewaschen und geschält), Süßwassergarnelen, Futterinsekten, getrocknete Mehlwürmer sowie Hundetrocken-, Katzentrocken- und Zierfischfutter. Sie sind nicht auf eine gesonderte Wasseraufnahme angewiesen, sondern ziehen die notwendige Flüssigkeit aus ihrer Festnahrung.  
Andere wüstenbewohnende Käfer derselben Region aus der Gattung Eleodes versprühen zur Abwehr von Fressfeinden stinkende und stark reizende Drüsensekrete. Dies ist Asbolus verrucosus nicht möglich; zudem können sie auch nicht fliegend die Flucht ergreifen. Stattdessen haben sie eine andere Taktik entwickelt: Sobald sie aufgeschreckt werden, rollen sie sich auf den Rücken und strecken in einer Schreckstarre die Beine von sich, um nicht als lebendige Beute wahrgenommen zu werden. Auf dieses Verhalten ist ihr englischer Trivialname zurückzuführen (en: to feign death = den Tod vortäuschen). Zu den Fressfeinden der Käfer zählt beispielsweise die Vogelspinnenart Aphonopelma chalcodes. Diese frisst vor allem, was sie selbst getötet hat, und nimmt ihre Beute aufgrund eines nur schwach entwickelten Sehsinns zumeist durch Vibrationen wahr, sodass sie durch die Starre getäuscht werden kann.
Die Käfer sind sehr gut an ihren heißen Lebensraum angepasst. Ihre matte, graublaue Färbung resultiert aus einer pulvrig-wachsartigen Schutzschicht, mit der sich die Tiere vor Austrocknung und gegen UV-Strahlen schützen. Sie wird in Abhängigkeit der Luftfeuchtigkeit vom Exoskelett sezerniert. Eine feuchtere Umgebung führt zum Verlust der Schicht, sodass die Käfer dann wesentlich dunkler und glänzender wirken. Dieser Prozess ist innerhalb weniger Tage umkehrbar. Auch die zusammengewachsenen Elytren und die Abwesenheit von Abwehrdrüsen tragen dazu bei, dass die Käfer nahezu „versiegelt“ sind gegen äußere Einflüsse.

## Terraristik

### Haltung
Anfang des 21. Jahrhunderts hat sich Asbolus verrucosus zu einem beliebten Besatz für Trockenterrarien entwickelt – sowohl im privaten Rahmen als Haustier als auch in Zoos. Dies ist vor allem auf die minimalen Pflegeanforderungen zurückzuführen: Die Käfer sind widerstandsfähig und langlebig, sie beißen nicht und bewegen sich meistens eher bedächtig anstatt schnell und impulsiv und sie benötigen weder Sprühnebel noch eine eigene Beleuchtung oder eine Thermoregulation des Terrariums. Darüber hinaus ist die Fütterung der Omnivoren unkompliziert, da auf eine große Vielfalt an Nahrungsoptionen zurückgegriffen werden kann. Die Tiere können bereits ab einer Beckengröße von etwa 1300 Quadratzentimetern gehalten werden, wobei größere Terrarien artgerechter sind. Deren Einrichtung ist ebenfalls einfach – den Käfern genügen sandiges Substrat und einige Möglichkeiten zum Klettern und Verstecken (beispielsweise Hölzer, Borkenstücke, Wurzeln und Steine). Da sie flugunfähig sind und auch keine glatten Glas- oder Plastikflächen emporklettern können, ist bei den Terrarien nicht einmal zwingend eine Abdeckung erforderlich und der Fokus sollte bei der Ausgestaltung auf der Fläche anstatt der Höhe liegen. 
Die Mehrzahl der in der Terraristik verwendeten Individuen sind Wildfänge, die aber in Gefangenschaft problemlos gedeihen. Dieser Umstand hat allerdings zur Folge, dass die Käfer im Tierhandel zumeist nur saisonal angeboten werden. Zudem ist bei Wildfängen das Alter und damit die noch verbleibende Lebenserwartung unbekannt. Asbolus verrucosus kann problemlos zusammen mit anderen Wüstenkäfern, aber auch mit Haarigen Wüstenskorpionen und Ameisenwespen gehalten werden und ist auch intraspezifisch sehr sozial, sodass mehrere Käfer zusammen vergesellschaftet werden können.

### Forschung und Züchtung
Im Jahr 2015 gelang es Stanley Dean Rider, der als Professor für Biochemie und Molekularbiologie an der Wright State University in Dayton (US-Bundesstaat Ohio) forscht, mittels Finanzierung durch das „Blue Beetle Genome Project“ das komplette Mitogenom von Asbolus verrucosus – und damit erstmals eines Vertreters der Unterfamilie Pimeliinae – zu sequenzieren.
Die Art Asbolus verrucosus ist berüchtigt dafür, schwierig zu züchten zu sein. Während es nicht kompliziert ist, die Käfer zur Fortpflanzung und zur Eiablage zu animieren, war es lange Zeit nicht gelungen, die Larven schlüpfen zu lassen geschweige denn sie später zum Verpuppen zu bewegen. Aufgrund der natürlichen Abundanz der Käfer bestand zudem wenig Motivation zur Zucht, da der Bedarf noch durch Wildfänge gedeckt werden kann. Im Zuge eines aufkommenden Problembewusstseins hinsichtlich nachhaltiger Strategien beim Handel mit Haustieren interessieren sich jedoch Terraristen zunehmend für die Zuchtmöglichkeiten. Dem Cincinnati Zoo and Botanical Garden gelang es – als erster bekannter Institution weltweit – unter der Leitung der Entomologin April Pittman im August 2018 erstmals, die Käfer zu Imagines heranzuziehen, nachdem das Zuchtprojekt bereits 2014 gestartet war.
Zwar benötigen die adulten Käfer – wie oben beschrieben – weder Befeuchtung noch Beheizung, zur Eiablage und zur idealen Entwicklung der Eier sollte das Terrarium jedoch möglichst sowohl einen Feuchtigkeits- als auch einen Temperaturgradienten besitzen. Etwa ein Drittel der Behausung – auf der kühleren Seite – wird dazu mit etwas tieferem Substrat ausgestattet, in das vermoderndes organisches Material (wie beispielsweise Laubstreu, vollgesaugte Erlenpellets oder Eichenholz) sowie Kokosfaser im Mengenverhältnis 1:1:3 zum Sand eingearbeitet werden. Von den Blättern und Hölzern ernähren sich die Larven nach ihrem Schlupf. Darüber hinaus sollten Karotten- oder Kürbisstücke vergraben und der Bereich durch regelmäßiges Besprühen feucht aber nicht nass gehalten werden. Karotten und Kürbisse enthalten viel Wasser, dass zusätzlich langsam den Sand befeuchtet, und können den Larven anschließend ebenfalls als Futter dienen. Die Kokosfasern halten die Feuchtigkeit im Substrat. Die Erfahrungen der Züchter gehen hinsichtlich der Eier auseinander: Einige argumentieren, dass trächtige Weibchen ihre Eier ausschließlich in feuchteren Untergrund legen. Sofern sie diesen nicht vorfänden, würden sie die Eiablage unterlassen. Andere Terraristen haben erlebt, dass die Eier auch in unpassendes Substrat gelegt werden, sich dort aber nicht entwickeln. Die Eier sind zwischen zwei und drei Millimeter lang. Während dieser Zeit ist darauf zu achten, die Imagines ausreichend zu füttern, da sie andernfalls die Eier fressen könnten. Nach zwei bis drei Wochen schlüpfen die Larven.
Da sie untereinander, vor allem gegenüber kleineren Individuen, kannibalistisch sein können, sollte man sie im späteren Verlauf separieren. Mittelfristig würden sie aufgrund unzureichender Verpuppungsbedingungen ohnehin im Terrarium sterben. Daher werden die Larven, sobald sie Längen von 4,4 Zentimeter bis fünf Zentimeter erreicht haben, in einen Inkubator umgesetzt – idealerweise in kleinen Plastikbechern mit Substrat, organischem Material, Kokosfaser und ausreichender Belüftung. Sie benötigen nun eine Temperatur von ziemlich genau 31,1 Grad Celsius und eine relative Luftfeuchtigkeit von 75 bis 80 Prozent, um sich beispielsweise in einem Stück Holz zu verpuppen. Vom Schlupf aus dem Ei bis zum Abschluss der holometabolen Entwicklung mittels vollkommener Metamorphose vergehen etwa sechs bis zwölf Monate.